# .int
.int er et generisk topdomæne, der er reserveret til internationale organisationer.
Domænet blev oprettet i 1988.
| Generiske topdomæner | Spire Denne artikel om generiske topdomæner er en spire som bør udbygges. Du er velkommen til at hjælpe Wikipedia ved at udvide den. |